# Közlekedési földrajz
A közlekedési földrajz a földrajztudomány egyik ága, amely a közlekedési rendszerek térbeli szerkezetét, működését és a társadalomra, gazdaságra gyakorolt hatásait vizsgálja. E tudományág célja, hogy megértse, hogyan szerveződik és működik a közlekedés egy adott területen, milyen tényezők befolyásolják a közlekedési hálózatok kialakulását, fejlődését, valamint a közlekedési infrastruktúra és a földhasználat kapcsolatait.
A közlekedési földrajz témái közé tartozik például:
- Közlekedési hálózatok: utak, vasutak, légi és vízi közlekedési útvonalak elhelyezkedése és kapcsolatai, valamint ezek fejlődése.[2]
- Elérhetőség: hogyan érhetők el különböző helyek és városok, milyen közlekedési lehetőségek állnak rendelkezésre egy adott térségben.
- Közlekedési módok: különböző közlekedési formák (pl. autó, vonat, repülő) használatának vizsgálata, ezek előnyei és hátrányai különböző földrajzi és társadalmi környezetekben.[3]

Gazdasági és társadalmi hatások: közlekedési hálózatok hogyan befolyásolják a gazdasági növekedést, a településszerkezetet és a népesség eloszlását.
A közlekedési földrajz segíti a közlekedéstervezést, mivel a térbeli összefüggések és trendek ismeretében könnyebben lehet hatékony közlekedési hálózatokat kialakítani, amelyek megfelelnek a társadalmi és gazdasági igényeknek.